# Seranggorang
Seranggorang is een bestuurslaag in het regentschap Lembata van de provincie Oost-Nusa Tenggara, Indonesië. Seranggorang telt 354 inwoners (volkstelling 2010).